# Lysandra constanti
Lysandra constanti är en fjärilsart som beskrevs av Blachier 1912. Lysandra constanti ingår i släktet Lysandra och familjen juvelvingar. Inga underarter finns listade i Catalogue of Life.